# Royal Robbins

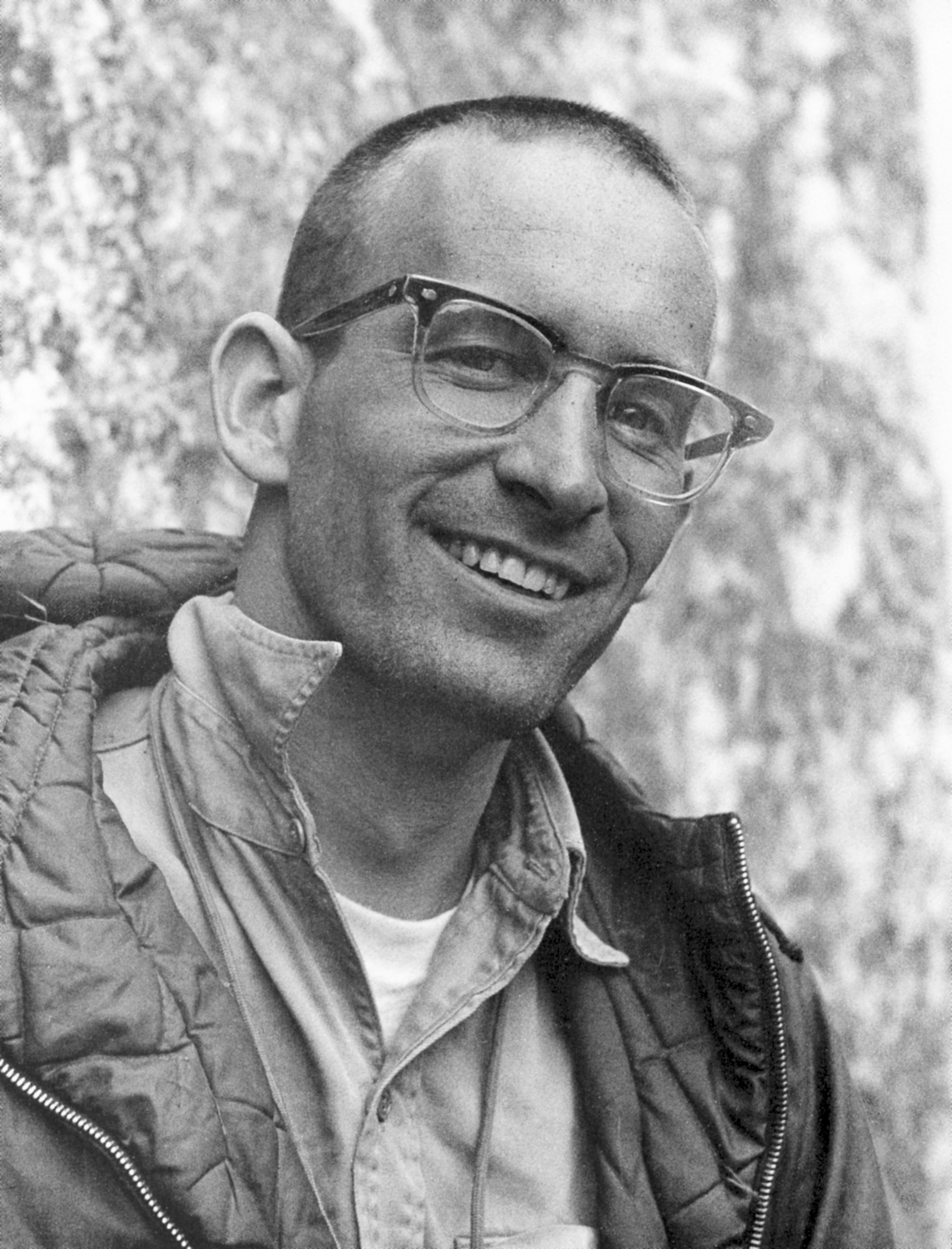
Royal Robbins i början av 1960-talet.

Royal Robbins, född 3 februari 1935 i Point Pleasant, West Virginia, död 14 mars 2017 i Modesto, Kalifornien, var en av de mest betydelsefulla tidiga amerikanska klättrarna. Han började sin bana vid Tahquitz i södra Kalifornien, men fick framförallt stort inflytande över klättringens utveckling i Yosemite Valley, där han tidigt gjorde ett stort antal leder. 
Robbins har skrivit ett stort antal betydelsefulla artiklar i amerikanska klättertidskrifter, i vilka han förespråkat en klätterstil som syftar till minimal miljöpåverkan genom användning av så lite klätterutrustning som möjligt. Han författade också två tidiga instruktionsböcker i klättring, Basic Rockcraft och Advanced Rockcraft, som kommit att påverka flera generationer av amerikanska klättrare genom att kraftfullt argumentera för klättring säkrad endast med så kallade naturliga säkringar och minimera användningen av bultar och borrbultar. Tillsammans med Yvon Chouinard och dennes företag The Great Pacific Iron Works ("Chouinard", som senare blev Black Diamond Equipment) lyckades han vända klättringen i den riktning han förespråkade.
Robbins bosatte sig i Modesto, där han grundade ett klädföretag uppkallat efter honom själv. En avknoppning från detta är klädmärket 5.11, som syftar på en svårighetsklass i Yosemite Decimal System. Som äldre hindrade ledbesvär honom från klättring, men istället fortsatte han sitt äventyrliga liv genom att paddla forskajak.

## Förstabestigningar (urval)
- 1952 Open Book, Tahquitz Rock. (Första leden av grad 5.9 i USA)
- 1957 Northwest Face, Half Dome, Yosemite. (Första storväggen av grad VI i USA)
- 1961 Salathé Wall, El Capitan, Yosemite.(Världens svåraste storväggstur när den gjordes, uppkallad efter John Salathé.)
- 1967 Nutcracker Suite, Yosemite. (En av de första lederna som säkrades uteslutande med kilar, idag en klassiker i Yosemite)